# Afife Jale
Afife Jale (1902 – 24 de julio de 1941) fue una actriz de teatro turca, más conocida como la primera actriz teatral musulmana en Turquía.

## Carrera
Afife fue estudiante del Girls Industry School en Estambul; sin embargo, su deseo era ser actriz. En el Imperio otomano, a las mujeres turcas musulmanas no se les permitía actuar en escenarios por un decreto del Ministerio del Interior. Sólo mujeres no musulmanas griegas, armenias, o minorías judías eran elegibles para ser parte de un elenco.
Debido a que su padre estaba en contra de que hiciera una carrera teatral, huyó de su casa. Entró como aprendiz en el teatro del recién fundado Conservatorio de la ciudad (en turco otomano: Darülbedayi‎). El Conservatorio había abierto un curso para capacitar a las mujeres musulmanas actrices con la idea de dirigirlas a la audiencia femenina únicamente.
Afife debutó en los escenarios en 1920, actuando como "Emel" en la obra de teatro "Yamalar", escrita por Hüseyin Suat. El papel se encontraba vacante ya que la actriz armenia Eliza Binemeciyan se había ido al extranjero. Ella tomó el nombre artístico de Jale para este papel, y se dio a conocer a partir de entonces como Afife Jale. Presentándose en el "Teatro Apolo" en Kadıköy, Afife Jale se convirtió en la primera actriz de teatro musulmana en el país. Tuvo que ser escondida al menos dos veces por sus compañeros de elenco no musulmanes durante las redadas de la policía en el medio de la obra. La administración del conservatorio fue advertida de la restricción, lo que llevó a que la despidieran del teatro en 1921. Entonces participó en algunas otras compañías de teatro bajo varios nombres artísticos.
Se encontró teniendo problemas financieros y comenzó a sufrir dolor de cabeza agudo, convirtiéndose en adicta a la morfina después de que su médico le aplicase una terapia a base de este compuesto.
En 1923, Mustafa Kemal, el fundador de la recientemente proclamada República, levantó la prohibición de la época otomana de actuación para las mujeres musulmanas. Afife se unió al teatro nuevamente y recorrió Anatolia. Pero su adicción a las drogas provocó el empeoramiento de su salud, que en última instancia condujo a su retirada del teatro.

## Vida personal
Jale nació en 1902 en Estambul, hija de Hidayet y su esposa Methiye, tenía una hermana llamada Behiye y un hermano, Salâh.
Afife Jale cayó en la pobreza después de dejar su carrera de actriz. En 1928, conoció a Selahattin Pınar (1902-1960), un virtuoso tambur, en un concierto de música clásica turca. La pareja se casó en 1929, y se mudaron a un apartamento en Fatih, distrito de Estambul. La vida matrimonial no era buena, y la pareja se divorció en el año 1935 cuando su adicción a la morfina había ya afectado su matrimonio negativamente. Selahattin Pınar compuso una serie de piezas musicales, que más tarde se convirtieron en clásicos, en referencia a su relación con su esposa durante su matrimonio.
Preocupada por su dependencia de sustancias, sus amigos del conservatorio la llevaron al Hospital Psiquiátrico Bakırköy para recibir terapia. Ella pasó sus últimos años en el hospital, donde murió el 24 de julio de 1941. Su lugar de sepultura ha sido olvidado.

## Legado
En 1987, el periodista Nezihe Araz (1922-2009) escribió una obra de teatro titulada "Afife Jale", que se presentó en escenarios y posteriormente se convirtió en una película.
Su trágica vida fue representada dos veces en el cine, primero en la película de 1987 Afife Jale dirigida por Şahin Kaygun, y más tarde en la película Kilit (2008) del director Ceyda Aslı Kılıçkıran, con Müjde Ar protagonizando ambas versiones.
En diciembre de 1998, la "Compañía de Danza Moderna" de la Ópera y Ballet Estatal de Turquía realizó un suite ballet contemporáneo titulado Afife compuesto por Turgay Erdener y coreografiado por Beyhan Murphy. Los dos actos de la obra dramatizan la vida de Afife en cuatro escenas con los colores oro (de la juventud), rojo (lucha), púrpura (adicción), y plata (muerte). El ballet se realizó nuevamente en 2012 en la Casa de la Ópera de Süreyya en Kadıköy.
El 2000 se publicó el álbum de música Afife que contiene canciones de música clásica interpretadas por la soprano Selva Erdener acompañada por la Orquesta Sinfónica Chaikovski de la Radio de Moscú.
Una película documental "Yüzyılın aşkları: Afife ve Selahattin" del periodista turco Can Dündar, que representa el matrimonio con Selahattin Pınar, fue transmitido en el año 2004 en el canal CNN Türk.
En el barrio Ortaköy de Beşiktaş, distrito de Estambul, un centro cultural, el "Afife Jale Kültür Merkezi", y un escenario de teatro, el "Afife Jale Sahnesi", fueron llamados así en memoria suya.
Desde 1997, el Premio Teatral Afife Jale, establecido por la compañía de seguros Yapı Kredi Sigorta, se da a destacados actores de teatro cada año en su honor.